# Solanum myriacanthum
Solanum myriacanthum är en art av växter som beskrevs 1813 av den franska botanikern Michel Félix Dunal. Den ingår i släktet skattor inom familjen potatisväxter. Inga underarter finns listade i Catalogue of Life.